# Остров (Вытегорский район)
Остров — деревня в Вытегорском районе Вологодской области.
Входит в состав Андомского сельского поселения (с 1 января 2006 года по 9 апреля 2009 года входила в Тудозерское сельское поселение), с точки зрения административно-территориального деления — в Тудозерский сельсовет.
Расположена на берегу Тудозера. Расстояние до районного центра Вытегры по автодороге — 16 км, до центра муниципального образования села Андомский Погост по прямой — 14 км. Ближайшие населённые пункты — Исаково, Кожино, Паново.
По переписи 2002 года население — 4 человека.